# Iostream
iostream — бібліотека і відповідний заголовний файл, які використовується для організації введення-виведення в мові програмування C++. Він включений в стандартну бібліотеку C++. Назва утворена від англ. Input/Output Stream (потік введення-виведення). У мові C++ і її попереднику, мові програмування Сі, немає вбудованого вводу-виводу. Натомість використовується бібліотека iostream, яка керує вводом-виводом, як і stdio.h у Ci. iostream використовує об'єкти cin, cout, cerr і clog для передачі інформації між стандартними потоками введення, виведення, помилок (безбуферний) і помилок (буферний) відповідно. Будучи частиною стандартної бібліотеки C++, ці об'єкти також є частиною стандартного простору імен — std.

## Приклад Hello, world
Наприклад, програма Hello world може бути представлена:
```
#include
 
<iostream>

using
 
std
::
cout
;

using
 
std
::
endl
;

int
 
main
()

{

    
cout
<<
"Hello World!"
<<
endl
;

    
return
 
0
;

}

```

Програма виведе «Hello, world!» і переведе рядок (std::endl).

## Форматування виводу

### Функції
| width(int x)     | мінімальне число знаків до наступного виводу                                                                                      |
| fill(char x)     | встановлює символ-заповнювач і повертає попередній символ-заповнювач. За умовчанням як символ-заповнювач використовується пропуск |
| precision(int x) | встановлює число значущих знаків для чисел з плаваючою крапкою                                                                    |

Приклад:
```
cout
.
width
(
10
);

cout
 
<<
 
"ten"
 
<<
 
"four"
 
<<
 
"four"
;

```

### Маніпулятори
| endl        | переведення рядка                                     |
| flush       | вивантажує вміст буфера в потік                       |
| dec         | міняє формат виведення числа на десятковий            |
| oct         | міняє формат виведення числа на вісімковий            |
| hex         | міняє формат виведення числа на шістнадцядковий       |
| ws          | витягує і видаляє символи порожніх проміжків з потоку |
| showpos     | показує '+' перед додатними числами                   |
| showpoint   | показує десяткову крапку                              |
| noshowpoint | приховує десяткову крапку                             |

## Критика
Деякі середовища не забезпечують розподілювального виконання C++ бібліотек. Приклади включають вбудовані системи і системи Windows, що керують програмами, побудованими з MinGW. Під цими системами стандартна бібліотека C++ повинна бути статично пов'язана з програмою, що збільшує розмір програми, або поширювати стандартну бібліотеку разом з програмою.
Деякі реалізації стандартної бібліотеки C++ мають істотні обсяги мертвого коду. Наприклад, GNU libstdc++ автоматично конструює локаль, будуючи ostream, навіть якщо програма ніколи не використовує ніяких типів (дата, час або гроші), на які впливає локаль, і статично зв'язана програма «hello, world», яка використовує GNU libstdc++ <iostream>, видає виконуваний файл значно більший, ніж еквівалентна програма, яка використовує <cstdio>. Але існують часткові імплементації стандартної бібліотеки C++, спроектовані для обмежених в розмірі середовищ; їхній <iostream> може вилучити опціональний код, якого не потребує програма, такий як підтримка локалі.

## Виноски
1. ↑  MinGW.org: Large executables. Архів оригіналу за 4 липня 2020. Процитовано 17 травня 2009.
2. ↑  GNU libstdc++ source code, bits/ios_base.h
3. ↑  Pin Eight: RAnT (Rants, Articles, and Treatises). Архів оригіналу за 3 травня 2009. Процитовано 17 травня 2009.
4. ↑  uClibc++ C++ library. Архів оригіналу за 5 грудня 2012. Процитовано 17 травня 2009.